# Ausschuss für Risikobewertung im Bereich der Pharmakovigilanz
Der Ausschuss für Risikobewertung im Bereich der Pharmakovigilanz (kurz Pharmakovigilanzausschuss, englisch Pharmacovigilance Risk Assessment Committee, offizielle Abkürzung: PRAC) ist ein wissenschaftlicher Ausschuss der Europäischen Arzneimittelagentur (EMA). Er überwacht und bewertet die Sicherheit von Humanarzneimitteln, die in den Ländern der EU vermarktet werden. Errichtet wurde er 2012 im Zuge der durch das EU-Pharmapaket in Kraft getretenen neuen Rechtsvorschriften zur Pharmakovigilanz (Arzneimittelsicherheit).
Der PRAC setzt sich aus Repräsentanten der nationalen Arzneimittelbehörden der EU-Mitgliedstaaten sowie den EU-assoziierten Ländern Island und Norwegen zusammen und tagt monatlich. Der leitende Präsident wird alle drei Jahre neu gewählt.

## Aufgaben
Der PRAC erarbeitet Empfehlungen an den Ausschuss für Humanarzneimittel (CHMP) und die Koordinierungsgruppe der nationalen Behörden der Mitgliedstaaten in allen Fragen, die Pharmakovigilanztätigkeiten in Bezug auf Humanarzneimittel sowie Risikomanagement-Systeme betreffen. Rechtsgrundlage ist Artikel 56 Absatz 1 aa der Verordnung (EG) Nr. 726/2004. Die endgültigen Entscheidungen werden je nach Zuständigkeit von der Europäischen Kommission oder den nationalen Behörden getroffen. Der PRAC übernahm die Verantwortlichkeit für Pharmakovigilanzangelegenheiten im Juli 2012 von der beim Ausschuss für Humanarzneimittel angesiedelten Pharmacovigilance Working Party (PhVWP), die danach aufgelöst wurde.
Der PRAC erfasst und bewertet Meldungen von Pharmaunternehmen, Kliniken, Ärzten und Apothekern über unerwünschte Arzneimittelwirkungen (UAW, Nebenwirkungen), die von den nationalen Arzneimittelkommissionen und Arzneimittelbehörden der EU-Staaten gesammelt und aufbereitet und an den PRAC geleitet werden. Bereits 2001 wurde zur systematischen elektronischen Erfassung der Meldungen das Datenbanksystem EudraVigilance eingerichtet. Der PRAC führt eine erste Prüfung der Daten durch zur Erkennung von Anzeichen für neue oder veränderte Risiken oder für Änderungen des Nutzen-Risiko-Verhältnisses eines Arzneimittels. Er ist verantwortlich für Minimierung und Kommunikation der Risiken unerwünschter Arzneimittelwirkungen. Je nach Schwere von Sicherheitsbedenken führt er Risikobewertungs- und Dringlichkeitsverfahren durch.
Weitere Aufgaben sind die Konzeption und Bewertung von Sicherheitsstudien nach der Zulassung (post authorisation safety studies) und Pharmakovigilanz-Audits.

## Organisationsstruktur
Im Pharmakovigilanzausschuss hat 29 Mitglieder aus den EU-Mitgliedstaaten und den EEA-EFTA-Staaten Island und Norwegen mit je einem Stellvertreter. Die Mitglieder sind hochrangige Mitarbeiter der nationalen Arzneimittelbehörden. Sie wählen aus ihrer Mitte einen Präsidenten und einen Vizepräsidenten für eine dreijährige Amtszeit. Neben den Vertretern der EU-Mitgliedstaaten und von Island und Norwegen gehören dem PRAC unabhängige wissenschaftliche Experten, Vertreter der Heilberufe und Patientenvertreter an. Der PRAC tagt monatlich und veröffentlicht die Tagesordnungen und Ergebnisprotokolle der Sitzungen auf der Website der EMA.
Präsidentinnen
- 2012–2018:  June Raine[3]
- 2018–2024:  Sabine Straus[4]
- seit September 2024:  Ulla Wändel Liminga[5]